# Begonia hasskarliana
Espèce
Synonymes
- Diploclinium hasskarlianum Miq.[1] [2]

Begonia hasskarliana est une espèce de plantes de la famille des Begoniaceae. Ce bégonia est originaire d'Indonésie. L'espèce fait partie de la section Jackia. Elle a été décrite en 1864 par Alphonse Pyrame de Candolle (1806-1893), à la suite des travaux de Friedrich Anton Wilhelm Miquel (1811-1871) qui l'avait recombinée dans le genre Begonia après l'avoir décrite en 1856 comme Diploclinium hasskarlianum. L'épithète spécifique hasskarliana signifie « de Hasskarl », en hommage au botaniste et explorateur néerlandais Justus Carl Hasskarl (1811-1894).
En 2018, l'espèce a été assignée à une nouvelle section Jackia, au lieu de la section Reichenheimia.

## Répartition géographique
Cette espèce est originaire du pays suivant : Indonésie.